# Jesús Reguillos Moya
Jesús Reguillos Moya (Daimiel, 17 oktober 1986) is een gewezen Spaanse voetballer (doelman). Hij is beter bekend onder de naam Limones.
Limones begon zijn carrière tijdens het seizoen 2005-2008 bij Elche Ilicitano, de B-ploeg van Elche CF. Toen bleek dat hij nooit zou kunnen overstappen naar de A-ploeg, verhuisde hij achtereenvolgens naar Club Deportivo Dénia, GD Estoril-Praia en Real Oviedo B. Bij al deze ploegen slaage hij er echter niet de eerste doelman van de ploeg te worden.
Daarom verhuisde hij bij de aanvang van het seizoen 2010-2011 naar Jumilla CF, waar de Pepelu de eerste doelman was. Deze raakte geblesseerd tijdens de zesde wedstrijd en toen nam Limones zijn kans. Hij speelde tijdens 14 wedstrijden, waarin hij 22 doelpunten incasseerde.
Tijdens het seizoen 2011-2012 zou hij voor twee ploegen spelen. Startend bij AD Ceuta speelde hij het daaropvolgend voor UD Puertollano, een reeksgenoot uit de Segunda División B. Na de blessure van de eerste doelman zou hij bij deze ploeg 21 wedstrijden spelen.
Tijdens het seizoen 2012-2013 ondertekende hij een contract bij Lucena CF, een bescheiden ploeg uit de Segunda División B. Daar dwong hij wel de plaats als eerste doelman af en speelde er 38 wedstrijden, waaronder de play-offs voor promotie naar de Segunda División A. Dit laatste mislukte echter. Daarenboven werd hij door de supporters verkozen tot de beste speler.
Deze prestatie werd opgemerkt door reeksgenoot FC Cartagena, waarvoor hij vanaf het seizoen 2013-2014 speelde. Hij overklaste er Savu. De ploeg plaatste zich voor de play-offs voor promotie naar de Segunda División A, maar werd reeds tijdens de eerste ronde uitgeschakeld. Zijn contract werd voor het seizoen 2014-2015 verlengd. Tijdens dat seizoen bleek hij beter te zijn dan de jonge José Antonio Manzanares Pérez, net overgekomen van Real Murcia Imperial.  Het werd een moeilijk seizoen voor de ploeg, die pas na de eindronde het behoud kon verzekeren.  Limones speelde daar een grote rol in en om deze reden werd zijn contract voor het seizoen 2015-2016 voor een tweede maal verlengd. Zondag 10 januari 2016 speelde hij zijn honderdste officiële wedstrijd tegen CD Linares.  Ook tijdens dit derde seizoen zou hij weer de basisspeler zijn en Manzares zijn vervanger en zou hij op één wedstrijd na alle officiële wedstrijden spelen.  Op 27 mei 2016 zou hij zijn contract voor de derde maal verlenging en ditmaal voor twee seizoenen tot en met juni 2018. Ook het seizoen 2016-2017 zou hij de onbetwiste nummer een zijn tot aan de terugwedstrijd tegen Real Murcia. Hij werd aangezien als de schuldige en belandde op de bank.  Op het ainde van het seizoen heroverde hij zijn plaats en zo speelde hij op 28 mei 2017, tijdens de terugwedstrijd van de 1/4de finale van de playoffs tegen CD Alcoyano zijn 150ste officiële wedstrijd voor de kustploeg.  Tijdens de voorbereiding van het nieuwe team, bleek al snel dat er geen plaats meer voor hem was.  Daarom werd op 27 juni 2017 zijn nog lopende contract door beide partijen ontbonden.
Binnen dezelfde week vond hij reeds onderdak bij reeksgenoot CD Mirandés.  Deze ploeg was net het seizoen voorheen gedegradeerd uit de Segunda División A. Hij werd onmiddellijk basisspeler en werd met deze ploeg kampioen van groep 2 van de Segunda División B.  De eindronde verliep echter verkeerd.  Eerst werd er tegen RCD Mallorca verloren in de play-offs tussen de kampioenen en in de herkansing werd de ploeg uitgeschakeld door Extremadura UD.  De doelman tekende wel bij voor het seizoen 2018-2019.  Na een derde plaats in de eindrangschikking van de Segunda División B, zou hij de promotie naar de Segunda División A afdwingen, door achtereenvolgens Atlético Madrid B, Recreativo Huelva (kampioen Groep 4) en Club Deportivo Atlético Baleares (kampioen Groep 3) uit te schakelen.  Vanaf seizoen 2019-2020 zou de speler voor de eerste maal uitkomen in de Segunda División A.  De ploeg nam zijn opvolger bij FC Cartagena in dienst, de Portugees João Paulo Santos Costa.  Limones behield zijn basisplaats en tijdens de winterstop verliet de Portugees reeds het team.  Samen met zijn ploegmaats werd hij de revelatie van de Copa del Rey.  Ze bereikten de halve finale na de uitschakeling van drie ploegen uit de Primera División, achtereenvolgens FC Sevilla, Celta de Vigo en Villareal CF.  De ploeg zou met een mooie elfde plaats zijn behoud veilig stellen.  Limones zou met zijn drieëndertig optredens een mooie bijdrage leveren.  Tijdens het tweede seizoen op het professionele niveau, 2020-2021, verliep het veel moeilijker en zou hij maar zeven keer in actie komen.  Daarom werd zijn contract op het einde van het seizoen ook niet verlengd. 
Na twee seizoenen op het professionele niveau zette Limones vanaf seizoen 2021-2022 een stapje terug bij CD Badajoz, een ploeg uit de Primera División RFEF.  Tijdens het seizoensbegin zou hij titularis zijn, maar na de einde januari 2022 zou hij uit de basisploeg verdwijnen.  Op het einde van het seizoen zou zijn contract dan ook niet verlengd worden.
Hij vond op 22 september 2022 onderdak bij reeksgenoot CD Calahorra.  Toen op het einde van het seizoen de ploeg degradeerde, stopt Limones met zijn actieve loopbaan.